# Jacques Prévert (film)
Pour les articles homonymes, voir Prévert (homonymie).
Pour plus de détails, voir Fiche technique et Distribution.
Jacques Prévert est un moyen métrage documentaire de Jean Desvilles sorti en 1977.

## Fiche technique
- Titre : Jacques Prévert
- Réalisateur : Jean Desvilles
- Scénariste : Jean Desvilles
- Pays de production :  France
- Genre : Documentaire
- Durée : 52 minutes
- Dates de sortie : 
  - France : 1977

## Distribution
- Arletty
- Maurice Baquet
- Jean-Louis Barrault
- Michel Bouquet
- Raymond Bussières
- Alain Cuny
- Louis Daquin
- Max-Pol Fouchet
- Francis Lemarque
- Michael Lonsdale
- Yves Montand
- Michèle Morgan
- Marcel Mouloudji
- Jean Wiener